# Трубаковка
Трубаковка — деревня в Кадомском районе Рязанской области. Входит в Енкаевское сельское поселение.

## География
Находится в восточной части Рязанской области на расстоянии приблизительно 12 км на север-северо-запад по прямой от районного центра поселка Кадом.

## История
В 1914 году здесь (тогда населенный пункт Енкаевские выселки Темниковского уезда Тамбовской губернии) была отмечена в составе Енкаевской волости. На карте 1985 года была показана еще со старым названием.

## Население
Численность населения: 58 человек (1914), 4 в 2002 году (русские 75 %), 3 в 2010.